# Cusihuiriachi
Cusihuiriachi è una municipalità dello stato di Chihuahua, nel Messico settentrionale, il cui capoluogo è la località omonima.
Conta 5.414 abitanti (2010) e ha una estensione di 1.608,37 km².
Il significato del nome in lingua tarahumara:può essere stendardo verticale oppure èaòp eretto.